# Johnsville
Johnsville is een plaats (census-designated place) in de Amerikaanse staat Californië, en valt bestuurlijk gezien onder Plumas County.

## Demografie
Bij de volkstelling in 2000 werd het aantal inwoners vastgesteld op 21.

## Geografie
Volgens het United States Census Bureau beslaat de plaats een oppervlakte van
35,7 km², waarvan 35,6 km² land en 0,1 km² water. Johnsville ligt op ongeveer 1259 m boven zeeniveau.

## Plaatsen in de nabije omgeving
De onderstaande figuur toont nabijgelegen plaatsen in een straal van 16 km rond Johnsville.